# تشارلي نوريس
تشارلي نوريس (بالإنجليزية: Charlie Norris)‏ هو مصارع محترف أمريكي، ولد في 21 أكتوبر 1965 في ريد لاك في الولايات المتحدة.

## وصلات خارجية
- تشارلي نوريس على موقع CageMatch worker (الإنجليزية)
- تشارلي نوريس على موقع قاعدة بيانات المصارعة على الإنترنت (الإنجليزية)
- تشارلي نوريس على موقع IMDb (الإنجليزية)
- تشارلي نوريس على موقع قاعدة بيانات الفيلم (الإنجليزية)